# 떠구지머리

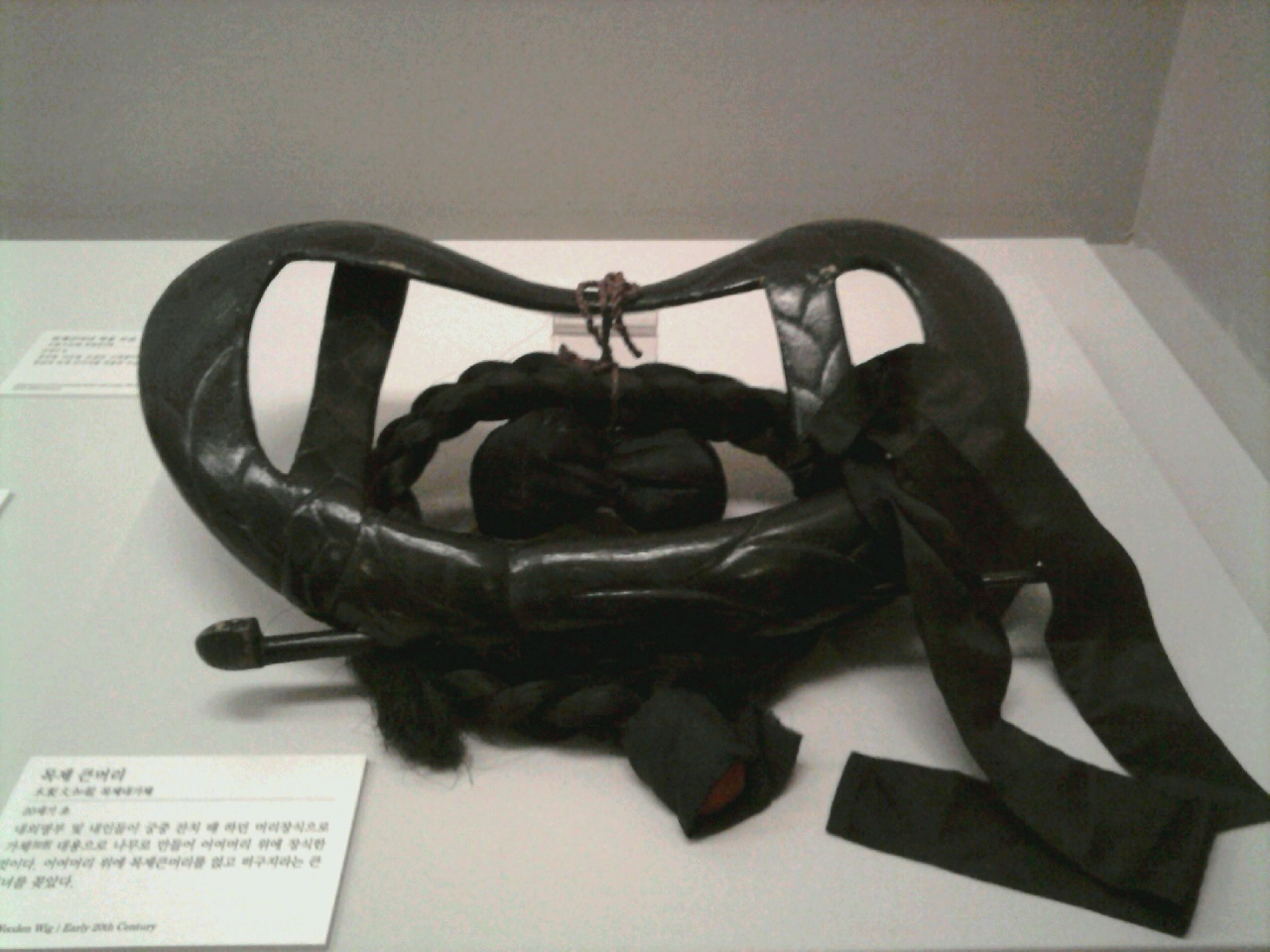
떠구지

떠구지머리, 활머리, 큰머리, 거두미(巨頭味, 擧頭美)는 조선 시대 궁중에서 왕비와 왕세자빈 등이 예장할 때 이용하던 머리모양이다. 떠구지는 어여머리 위에 올리는 비녀로, 떠받치는 비녀라는 용어에서 비롯되었으며 머리모양은 세조 당시 중국 명나라의 면복계양에서 비롯되었다. 머리모양은 신라, 고려 회화에서도 보이는 환계에서 비롯되었다. 조선 중기 이전에는 가체(加髢)를 이용했으나 조선 후기 '가체 금지령(加髢 禁止令)'이 내려진 이후에는 오동나무로 만들어진 떠구지를 이용하였다.

## 사진자료

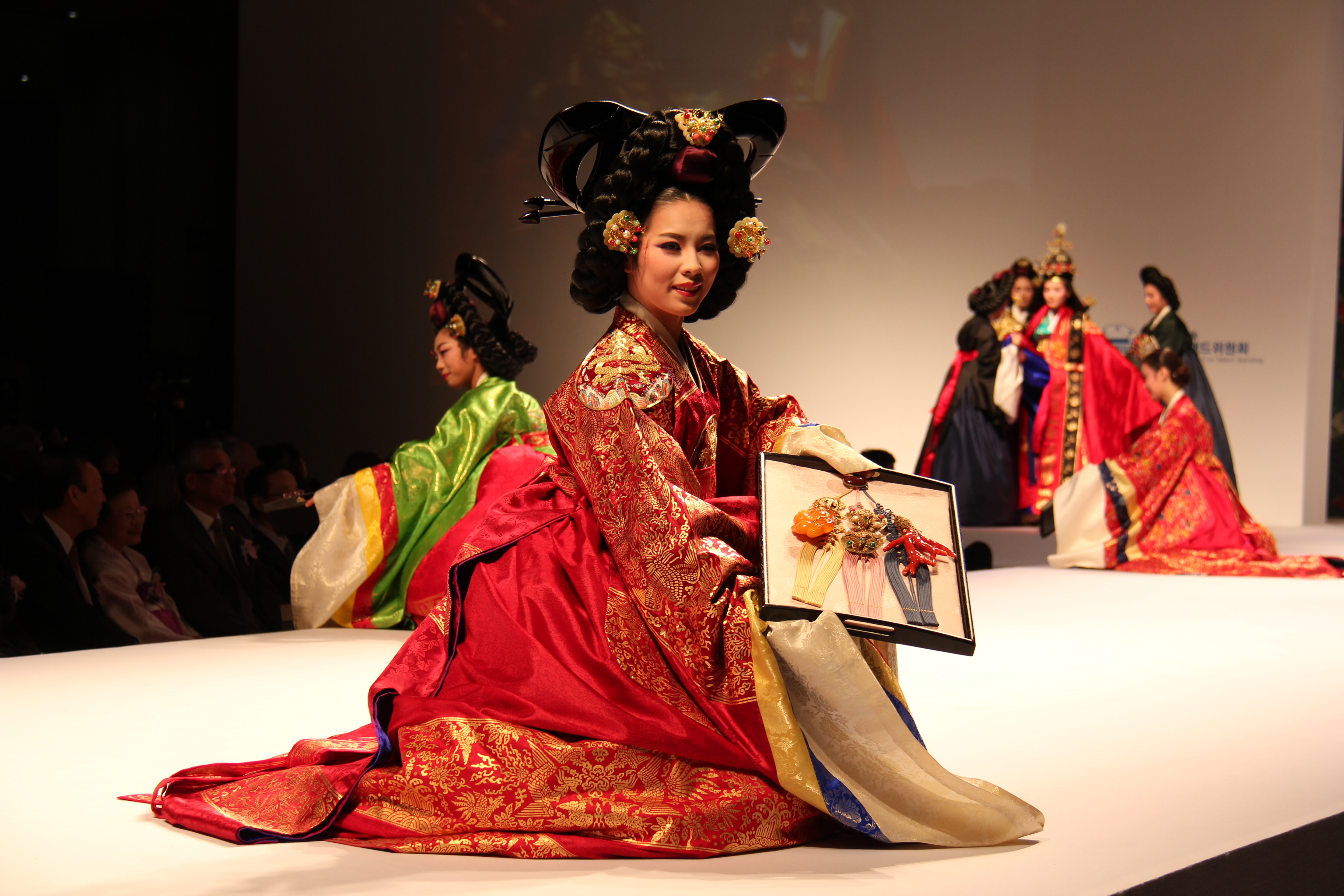
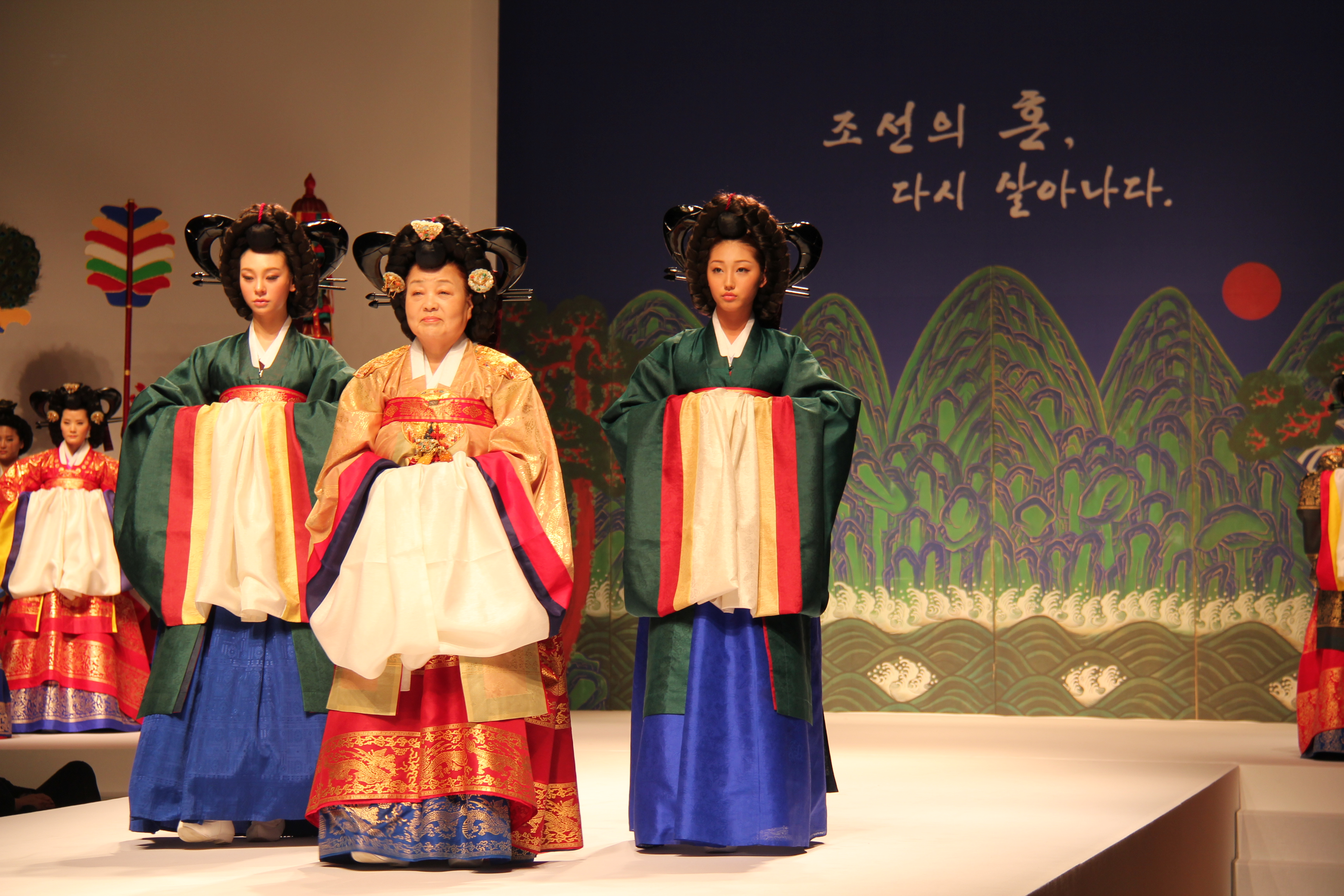
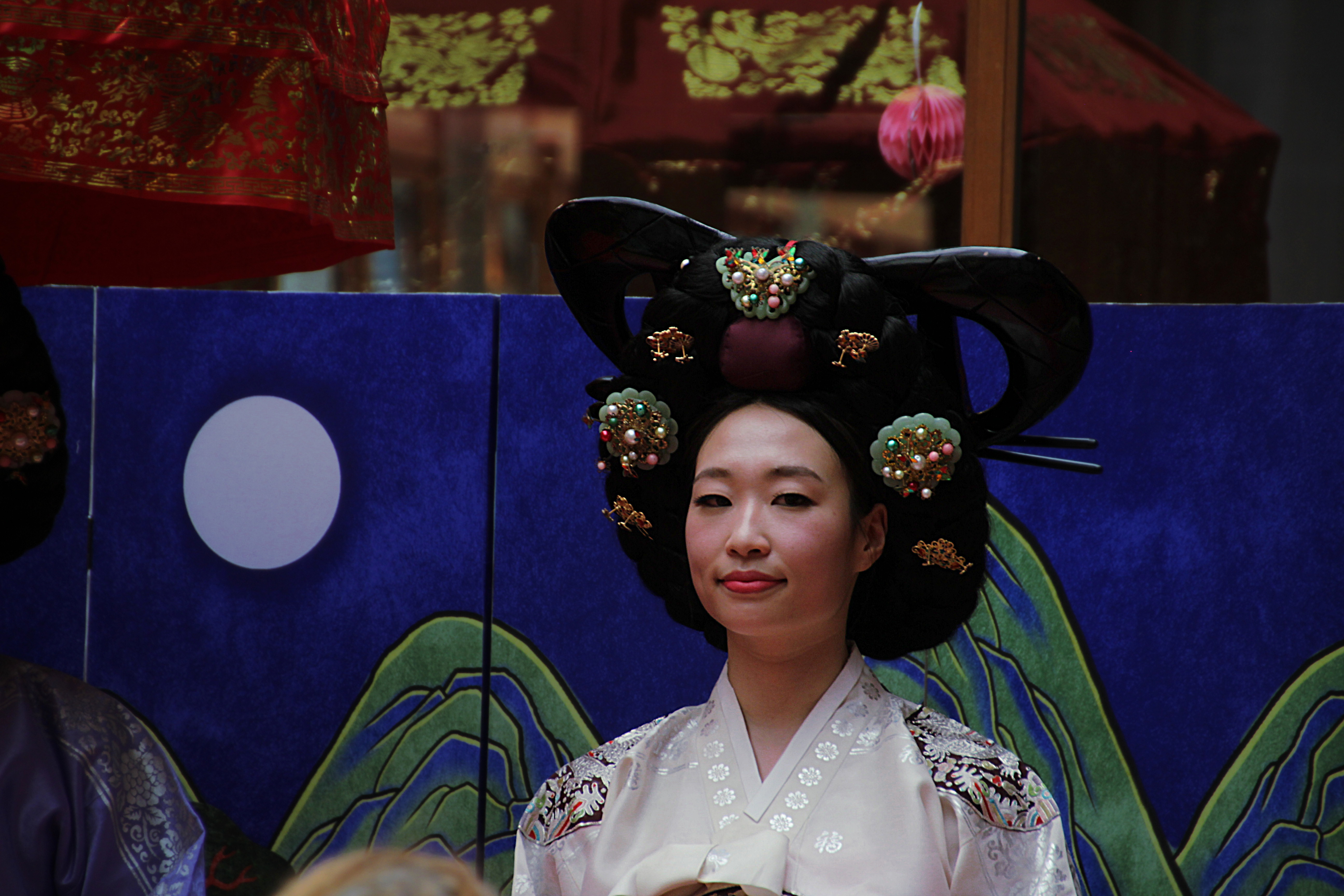
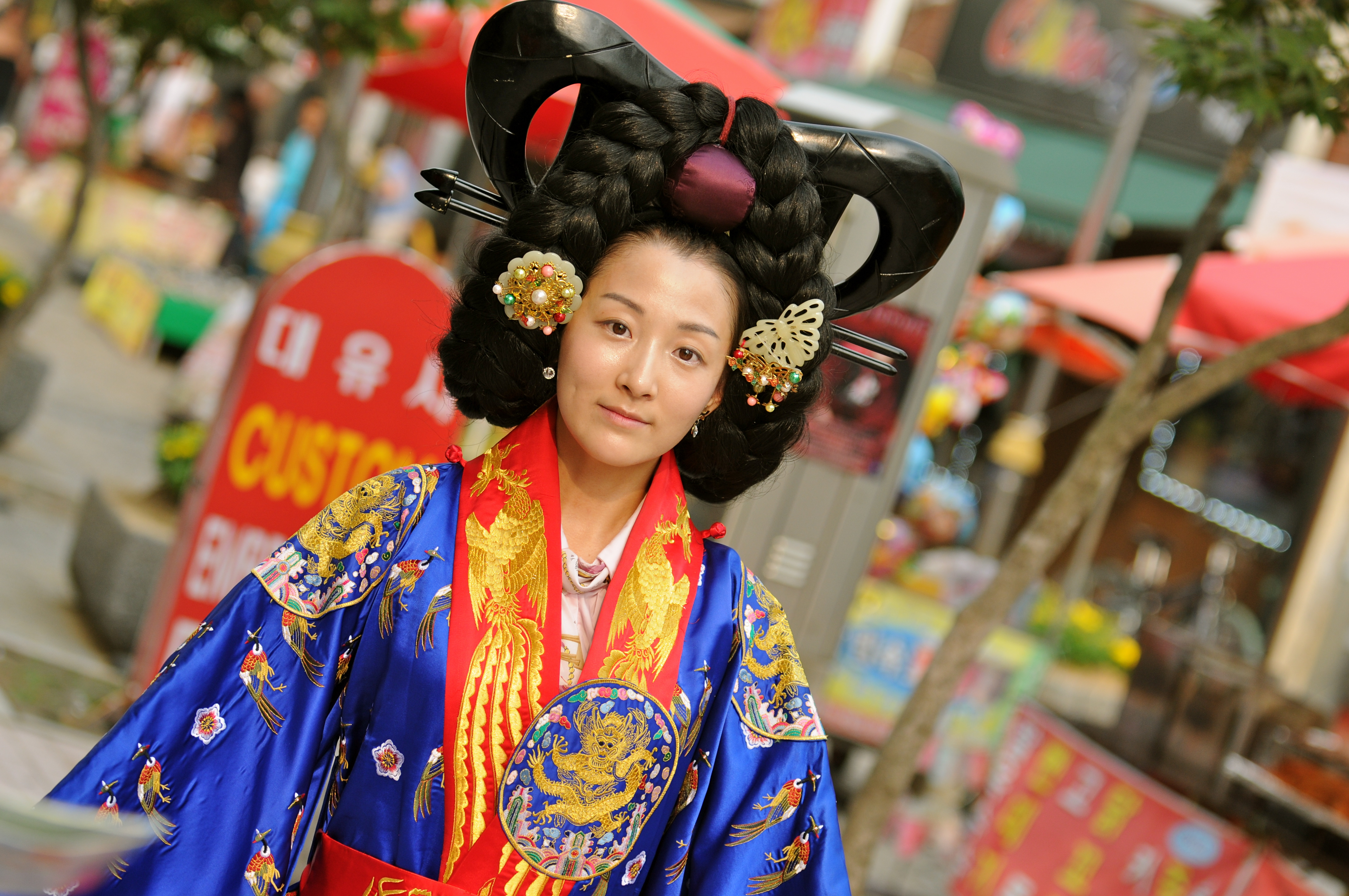
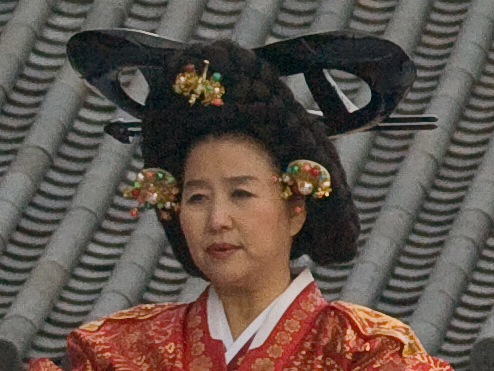
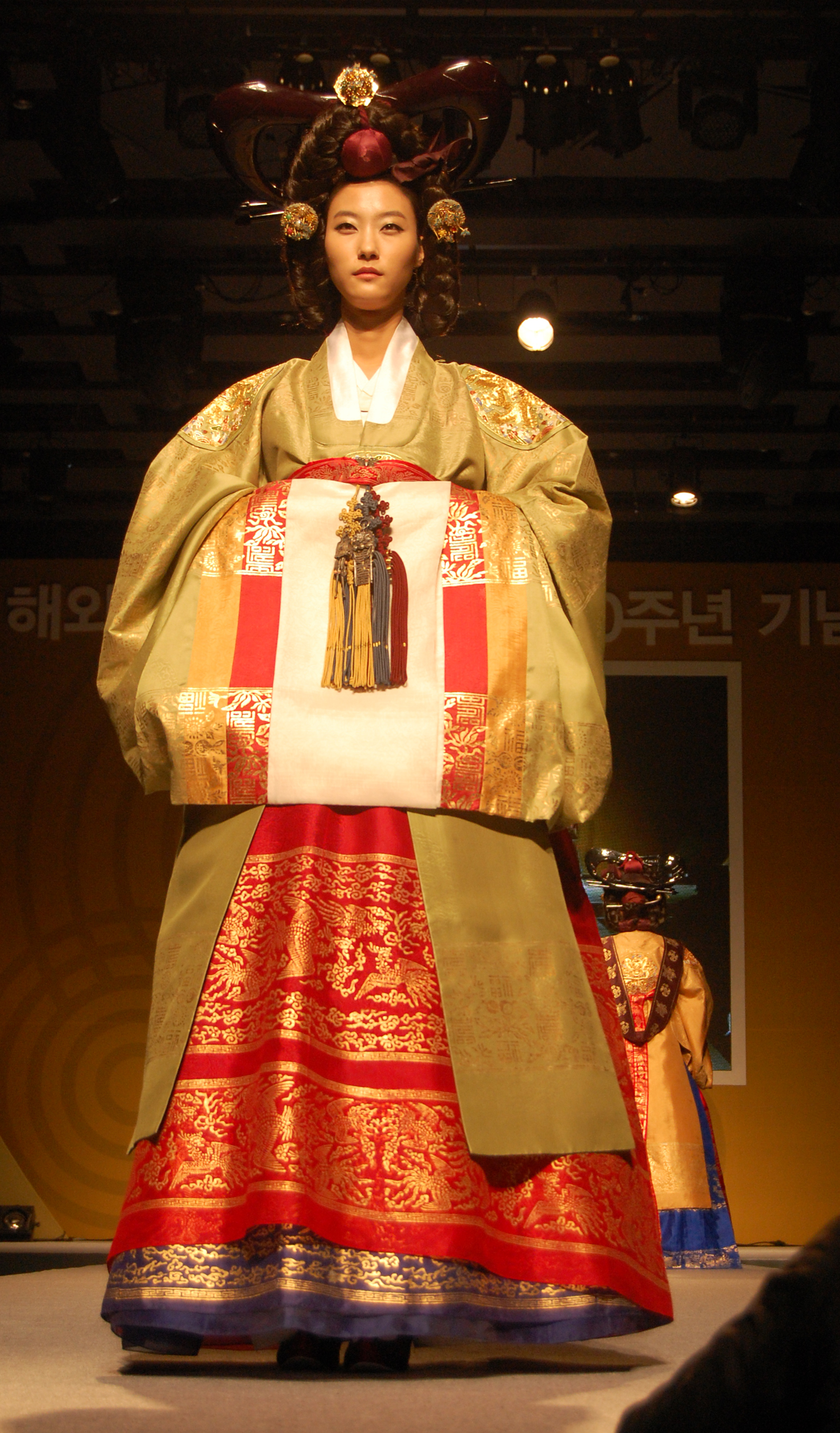
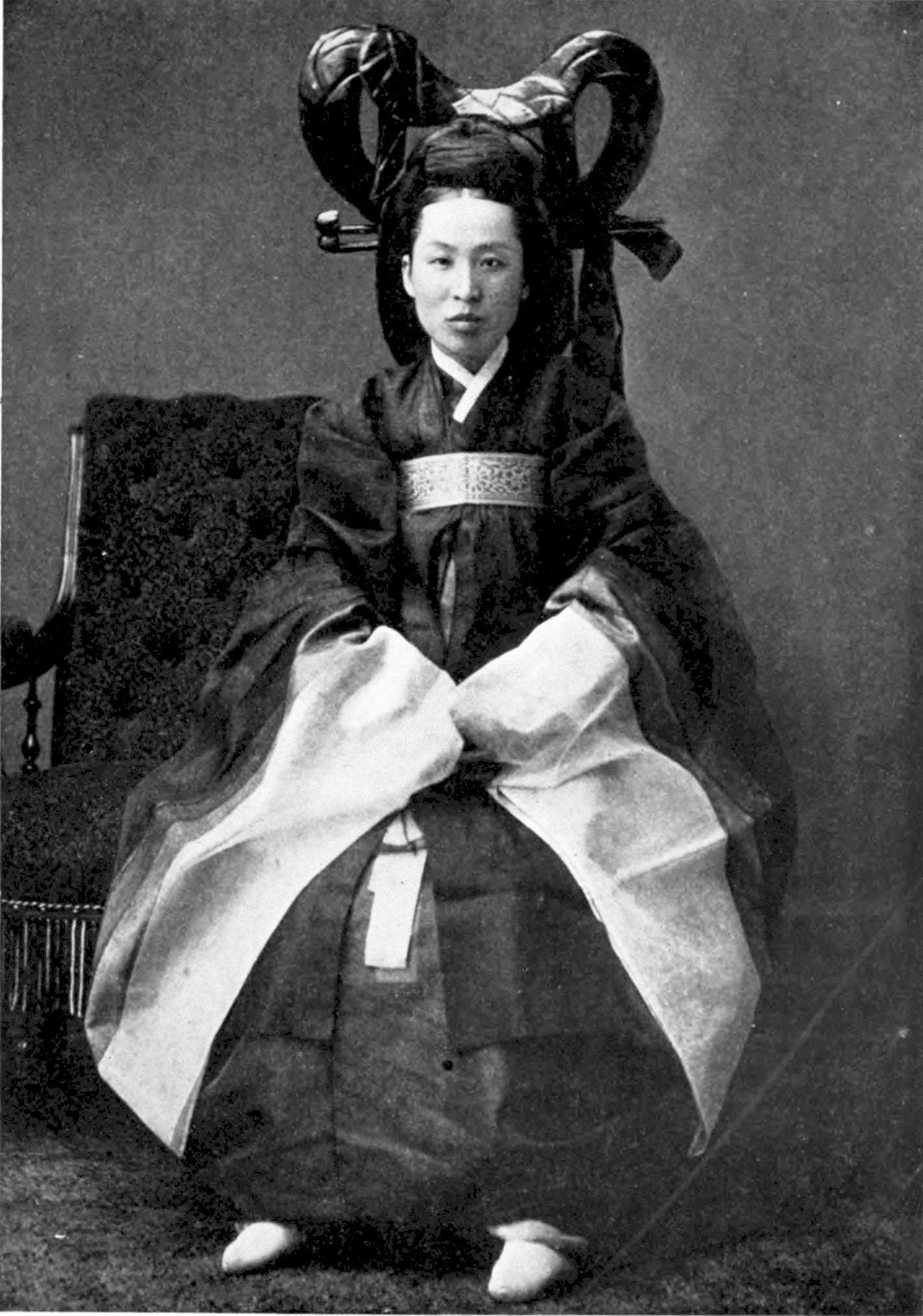
궁녀
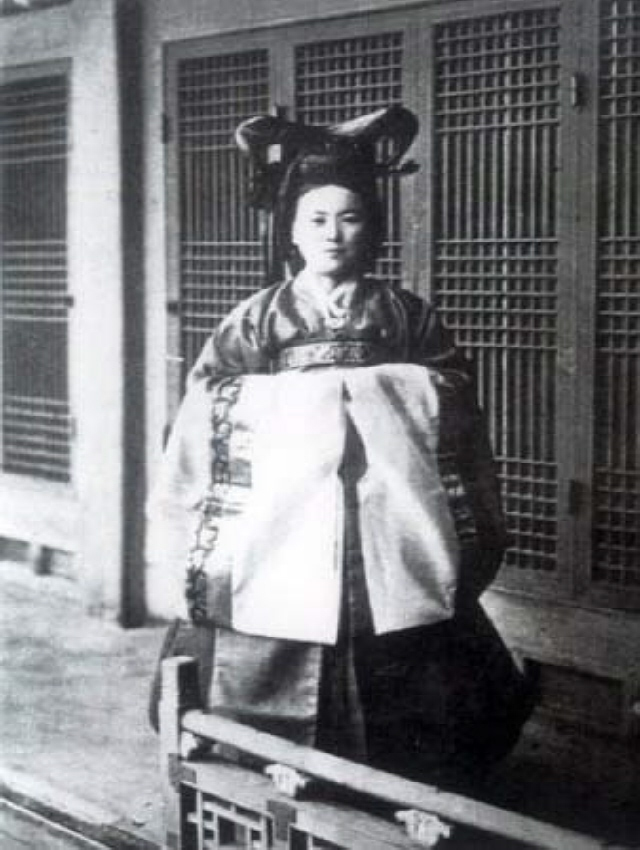
덕혜옹주의 생모 귀인 양씨